# Clinton Mola
Clinton Mola, né le 15 mars 2001 à Londres, est un footballeur anglais qui évolue au poste de milieu de terrain avec les Bristol Rovers.

## Biographie

### Carrière en club
Formé à Chelsea, Mola est transféré au VfB Stuttgart le 31 janvier 2020. Il fait ses débuts pour Stuttgart le 5 février 2020 lors du match de coupe contre le Bayer 04 Leverkusen.
Le 1er septembre 2022, il est prêté à Blackburn Rovers.
Le 25 juin 2024, il  rejoint Bristol Rovers.

### Carrière en sélection
Avec les moins de 17 ans, il inscrit un but contre la Russie en novembre 2017, permettant à son équipe de l'emporter 2-1.
Avec les moins de 18 ans, il marque un but contre la Slovaquie en mai 2019  (score : 2-2).
Il reçoit sa première sélection avec les moins de 20 ans le 6 septembre 2021, contre la Roumanie. Il se met en évidence en inscrivant un but (large victoire 6-1).
Mola est appelé une première fois avec les espoirs anglais le 4 octobre 2021, à la suite du forfait de Levi Colwill sur blessure, faisant ses débuts avec la sélection le 16 novembre 2021, lors d'un match amical contre la Géorgie.